# Skakavac (Bosanski Petrovac, BiH)
Skakavac je naseljeno mjesto u općini Bosanski Petrovac, Federacija Bosne i Hercegovine, BiH.

## Zemljopis
Selo je dobilo ime po potoku Skakavac koji izvire na Grmeču i odmah po izviranju čini mali vodopad od 2-3 metra. Potok Skakavac nastaje od izvora: Klančina, Jelik, Sjenica i Rašetića Do. 
Selo se nalazi između Suvaje, Vođenice i Smoljane, ali ne odmah uz cestu Bosanski Petrovac - Bosanska Krupa, već malo uvučen prema Grmeču, na dijelom ugnutoj visoravni Obljaj, a dijelom na uzvišenju Klještina (1049 m). S istoka je omeđeno planinskim grebenom ispod kojeg su sjenokosi i pašnjaci. Na jugu je korito potoka Suvaje. Potok Suvaja počinje izvorom Zebinovac na visini 1130 metara, da bi ga nizvodno pojačao izvor Sana koga su još Rimljani tako nazvali diveći se bistrini njegove vode i vjerujući da donosi zdravlje. Na zapadu su uzvišenja Veliki i Mali Obljaj i Gradina, na sjeveru Mačkovac i Mejin Vrh. 
Skakavac je podijeljen na tri dijela: Obljaj, Klještina i Marjanovića Do, koji je ispod samog Grmeča.

## Povijest
U selu je gradina s akropolom dimenzija 300x150 metara.
Nekada je na potoku Suvaja radilo 19 vodenica, danas samo jedna. Skakavac je u materijalnom pogledu izrazito siromašno selo. Uoči drugog svetskog rata u Skakavcu je živelo 878 stanovnika u 132 domaćinstva. Krševita zemlja nije omogućavala egzistenciju stanovništva pa su mnogi Skakavčani napuštali selo.

## Stanovništvo

### 1991.
Nacionalni sastav stanovništva 1991. godine, bio je sljedeći:
ukupno: 226
- Srbi - 226

### 2013.
Nacionalni sastav stanovništva 2013. godine, bio je sljedeći:
ukupno: 22
- Srbi - 22